# Bananas (álbum)
Bananas es el decimoséptimo álbum de estudio de la banda británica de hard rock Deep Purple, publicado el 9 de septiembre de 2003. Es el primer álbum con el teclista Don Airey, que reemplazó al miembro fundador Jon Lord. La canción "Contact Lost" es un tema instrumental dedicado a los astronautas muertos en el accidente del Columbia, que Morse compuso cuando oyó la noticia. En el tema "Haunted" colabora haciendo coros la cantante de blues, rock, soul y jazz Beth Hart.

## Lista de canciones
- Todas las canciones escritas por Gillan, Morse, Airey, Paice y Glover excepto donde se indique:

1. "House of Pain" (Gillan, Michael Bradford) – 3:34
2. "Sun Goes Down" – 4:10
3. "Haunted" – 4:22
4. "Razzle Dazzle" – 3:28
5. "Silver Tongue" – 4:03
6. "Walk On" (Gillan, Bradford) – 7:04
7. "Picture of Innocence" (Gillan, Morse, Glover, Jon Lord, Paice) - 5:11
8. "I Got Your Number" (Gillan, Morse, Glover, Lord, Paice, Bradford) – 6:01
9. "Never a Word" – 3:46
10. "Bananas" – 4:51
11. "Doing it Tonight" – 3:28
12. "Contact Lost" (Morse) – 1:27

## Personal
- Ian Gillan - voz
- Steve Morse - guitarra
- Roger Glover - bajo
- Don Airey - teclados
- Ian Paice - batería, percusión